# Prählamäe
Koordinaten: 58° 59′ N, 22° 46′ O
Prählamäe ist ein Dorf (estnisch küla) in der Landgemeinde Hiiumaa (bis 2017: Landgemeinde Pühalepa). Es liegt auf der zweitgrößten estnischen Insel Hiiumaa (deutsch Dagö).
Prählamäe hat heute neun Einwohner (Stand 31. Dezember 2011).
Das Dorf liegt unmittelbar südlich der Inselhauptstadt Kärdla (Kertel). Durch Prählamäe fließt der Fluss Nuutri (Nuutri jõgi).